# Nikodem Caro
Nikodem Caro (Łódź, 23 maggio 1871 – Roma, 27 giugno 1935) è stato un chimico e imprenditore polacco.

## Biografia
Proviene da una famiglia ebrea polacca, della Slesia superiore. A 17 anni, dopo il diploma, prosegue i suoi studi a Berlino presso la Technischen Hochschule Berlin-Charlottenburg dove si laurea nel 1891. Completa poi gli studi all'università Rostock. Durante i suoi studi conosce Adolph Frank con il quale brevetta un procedimento per la produzione della calciocianammide che diventerà noto come processo Frank-Caro.
Dopo l'arrivo del nazismo, nel 1933 lascia la Germania, e attraverso la Svizzera emigra in Italia dove muore nel 1935.